# Журавлёва, Алла Иосифовна
Алла Иосифовна Журавлёва (4 августа 1937, Ворошиловград — 18 января 2024, Мурманск) — советская и российская театральная актриса. Народная артистка Российской Федерации (2000).

## Биография
Родилась 4 августа 1937 года в городе Ворошиловграде (ныне — Луганск) Украинской ССР, в семье корреспондента газеты «Ворошиловградская правда», фотографа Иосифа Яковлевича Журавлёва (1907—1984), участника Великой Отечественной войны, и инженера-химика на Ворошиловградском станкостроительном заводе имени Д. Рудя Софьи Семёновны Журавлёвой (1911—1998).
В 1960 году окончила Харьковский институт искусств. Начала работать в музыкально-драматическом театре в Луганске, потом трудилась в Казахстане, в Кустанайском русском областном драматическом театре.
В 1963 году переехала в Мурманск и стала работать в Театре Северного флота.
С 1968 по 1971 год — актриса театра Группы советских войск в Германии (Потсдам).
В 1971 году вернулась в Театр Северного флота, где служила до 1992 года.
С 1992 года — актриса Мурманского областного драматического театра. Здесь сыграла несколько десятков ведущих ролей.
В 2017 году присуждена специальная премия «Золотая маска», за выдающийся вклад в развитие театрального искусства.
Скончалась 18 января 2024 года на 87-м году жизни.

## Награды
- Народная артистка России (18.11.2000).
- Заслуженный артист РСФСР (20.04.1987)
- Российская национальная театральная премия «Золотая маска» (2018) — «за выдающийся вклад в развитие театрального искусства» [6]
- Лауреат премии губернатора Мурманской области.

## Работы в театре
Мурманский областной драматический театр
- Кручинина — «Без вины виноватые»;
- Софья — «Зыковы»;
- Гелена — «Варшавская мелодия»;
- Маша — «Океан»;
- Филумена Мартурано — «Филумена Мортурано»;
- Бабушка — «Деревья умирают стоя», А. Касона;
- Елизавета Английская — «Елизавета Английская», Ф. Брукнер;
- Аманда — «Стеклянный зверинец», Т. Уильямс;
- А — «Три высокие женщины», Э. Олби;
- Ханума — «Проделки Ханумы», А. Цагарели;
- Тэффи — «Изгнание» по повести Н.Тэффи «Воспоминания»;
- Старуха-миллионерша, Мери — «Доброе утро, сто долларов!», И. Гаручава, П. Хотяновский;

Моноспектакль
- моноспектакль «Фамарь» по роману Томаса Манна «Иосиф и его братья»;
- моноспектакль «Преступление и…», Е. Замятин;
- Вечер старинного романса «Мы странно встретились…».